# Wehrmacht-Untersuchungsstelle
Die Wehrmacht-Untersuchungsstelle für Verletzungen des Völkerrechts (WUSt) wurde durch einen Erlass Wilhelm Keitels, Chef des Oberkommandos der Wehrmacht (OKW), vom 4. September 1939 als Unterabteilung der Wehrmacht-Rechtsabteilung im OKW gebildet. Im Auftrag des OKW sollte sie befürchtete zukünftige Kriegsverbrechen der Alliierten an deutschen Soldaten untersuchen und zugleich zukünftig vom Ausland gegen die deutsche Wehrmacht erhobene Anschuldigungen aufklären, dass Deutschland Kriegsverbrechen begangen habe.

## Hintergrund
Der Auftrag der Wehrmacht-Untersuchungsstelle bestand darin, „die von den gegnerischen Militär- und Zivilpersonen gegen deutsche Wehrmachtangehörige begangenen Verstöße gegen das Völkerrecht festzustellen und zugleich die vom Auslande gegen die deutsche Wehrmacht in dieser Hinsicht erhobenen Vorwürfe aufzuklären“. Zweck war die Durchführung von Prozessen gegen in deutsche Hände gefallene Verdächtige, die Substantiierung diplomatischer Proteste und die Unterstützung der Propaganda, wobei die WUSt jedoch selbst keine Verfahren einleitete.
Ständige Mitglieder der WUSt waren der Rechtsanwalt und Notar Johannes Goldsche, der bereits während des Ersten Weltkrieges als stellvertretender Leiter der Militäruntersuchungsstelle der preußischen Armee tätig war. Daneben waren Feldkriegsgerichtsrat Dr. Martin Heinemann, der vor dem Krieg den Posten eines Kammergerichtsrates in Berlin innehatte, sowie Oberkriegsgerichtsrat der Reserve Dr. Hermann Huvendick (als Richter im Zivilberuf) und Kriegsgerichtsrat der Reserve Dr. Lothar Schöne (ebenso Richter vor Kriegsbeginn) ständige Mitglieder der WUSt. Daneben gab es noch eine Reihe von sogenannten nicht ständigen Mitgliedern.
Die WUSt führte selbst keine Ermittlungen durch, sondern war auf die Unterstützung der Amtsgerichte bei der Beweiserhebung bzw. Vernehmung von Zeugen und Sachverständigen angewiesen. Die Ermittlungen von Kriegsverbrechen nahmen die Ic/AO-Stellen (Feindnachrichten-/Abwehroffizier) bei den Divisionsstäben bzw. Ortskommandanturen vor. Dabei wurden sie von Militärrichtern unterstützt. Die Ermittlungsergebnisse wurden in Zusammenarbeit mit dem Auswärtigen Amt zu den im Dienste der NS-Propaganda herausgegebenen Weißbüchern zusammengestellt.
Von den etwa 8.000 Ermittlungsfällen sind rund die Hälfte der Akten in 226 Aktenbänden erhalten geblieben, der Rest ist infolge mehrerer Brände und eines großen Luftangriffs auf Potsdam im April 1945 zerstört worden. Von den erhaltenen 226 Bänden hat lediglich einer deutsche Kriegsverbrechen zum Inhalt, deren Untersuchungen durch die WUSt jedoch ergebnislos verliefen und keine Verfahren nach sich zogen. So behauptete die WUSt beispielsweise im Falle der von SS-Kräften erschossenen US-Soldaten des  Malmedy-Massakers einem Bericht des Historikers Alfred de Zayas zufolge „daß Erschießungen amerikanischer Kriegsgefangener nicht vorgekommen sind. Der Bericht, der dem amerikanischen State Department von 15 angeblichen Überlebenden gemacht sein soll, ist daher unzutreffend“. Zayas referiert diese Aussage unter der teilweisen Verwendung von Aussagen von Augenzeugen als wahr und erklärt die in Malmedy aufgefundenen Toten mit dem Kampfgeschehen an dem Tag des angeblichen Massakers. Der Historiker Daniel-Marc Segesser wirft Zayas aus diesem und anderen Gründen in seinem Buch über die Ahndung von Kriegsverbrechen vor, in großem Ausmaß die „Anstrengungen der Wehrmacht im Hinblick auf die Ahndung von Verbrechen in ein günstiges Licht zu rücken und das Wissen um die nationalsozialistischen Verbrechen innerhalb der Wehrmachtsjustiz zu relativieren.“
Das Aktenmaterial wurde bei Kriegsende von US-Streitkräften beschlagnahmt. 1950 wurden die Bestände nach Alexandria (Virginia) verbracht; 1965 durften sie erstmals eingesehen werden. Schließlich gelangten die Bestände 1968 in die Bundesrepublik Deutschland zurück und lagern zurzeit im Bundesarchiv-Militärarchiv in Freiburg im Breisgau. Ab Mitte der 1970er Jahre wurden die Akten von einer Forschergruppe um den amerikanischen Historiker Alfred de Zayas erstmals einer wissenschaftlichen Auswertung unterzogen. Spätere Historiker kritisieren an seinen Veröffentlichungen, dass sie sich weitgehend auf NS-Quellen stützen. Die Behauptung de Zayas, „daß die Richter der Wehrmacht auch unter den Bedingungen einer totalen Diktatur eine […] unabhängige Rechtsprechung wahren“ konnten, wurde von mehreren Historikern widerlegt.